# Massaker von Ahmići

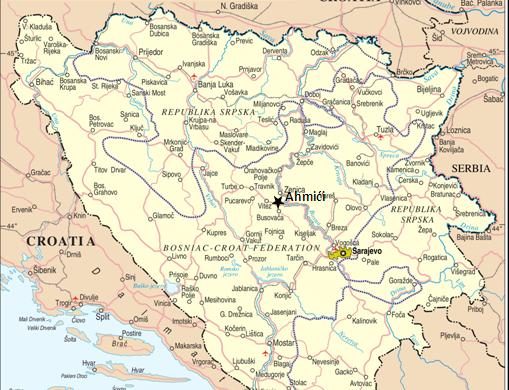
Lage des Ortes Ahmići in Zentralbosnien

Das Massaker von Ahmići war ein Kriegsverbrechen während des kroatisch-bosniakischen Krieges innerhalb des Bosnienkrieges und der Höhepunkt der ethnischen Säuberungen im Lašva-Tal seitens der politischen und militärischen Führung der kroatischen Republik Herceg-Bosna an Bosniaken im April 1993.
In Ahmići, einem Dorf in der Gemeinde Vitez in Bosnien und Herzegowina, wurden bei dem Massaker am 16. April 1993 zwischen 117 und 120 bosnische Muslime überwiegend von bosnisch-kroatischen Soldaten des Hrvatsko vijeće obrane (HVO) getötet, darunter auch zahlreiche Frauen und Kinder. Laut Berufungsurteil des Internationalen Strafgerichtshofs für das ehemalige Jugoslawien (ICTY) aus dem Jahr 2004 wurde der Angriff auf Ahmići von einer Kompanie des IV. Bataillons der HVO-Militärpolizei durchgeführt; gemeinsam mit der aus etwa 30 Mann bestehenden und im Januar 1993 gegründeten Antiterroreinheit „Jokery“ (transliteriert auch Džokeri) des IV. Bataillons der HVO-Militärpolizei, deren Mitglieder teilweise schwarze Uniformen getragen haben sollen. Daneben waren an dem Angriff die Spezialeinheit Vitezovi („Die Ritter“) sowie die Viteška-Brigade aus Vitez, die Nikola-Šubić-Zrinski-Brigade aus Busovača und Einheiten der Heimwehr beteiligt. Zudem sollen auch zahlreiche Angehörige der kroatischen Armee sowie mehrere kroatische Bewohner aus Ahmići und den umliegenden Dörfern an den Angriffen beteiligt gewesen sein.
Der ICTY in Den Haag sprach mehrere Urteile gegen damalige Politiker und Militärs der Kroaten in Bosnien und Herzegowina aus. Darunter der für Zentralbosnien verantwortliche Politiker Dario Kordić (25 Jahre, Mitte 2014 freigelassen), der Kommandeur des IV. Bataillons Paško Ljubičić (10 Jahre), der Kommandeur der 1. Kompanie des IV. Bataillons Vladimir Santić (18 Jahre, vorzeitig entlassen 2009), der Soldat der Antiterroreinheit „Jokery“ des IV. Bataillons Miroslav Bralo (20 Jahre) und der HVO-Soldat aus Ahmići Drago Josipović (12 Jahre). Daneben wird der wegen Kriegsverbrechen verurteilte Kommandant und spätere General des HVO Tihomir Blaškić mit dem Massaker in Verbindung gebracht.

## Geschichte

### Hintergrund
Als der Jugoslawienkrieg 1992 Bosnien und Herzegowina erreichte, beschlossen die bosnisch-kroatischen Führer, unterstützt durch die Kroaten aus der Herzegowina und besonders durch das kroatische Verteidigungsministerium in Zagreb, einen separaten Staat innerhalb Bosnien und Herzegowinas zu errichten und später an Kroatien anzuschließen, um so ein Großkroatien zu schaffen. Am 3. April 1993 traf sich die bosnisch-kroatische Führung in Mostar, um die Umsetzung des Vance-Owen-Planes zu diskutieren und dabei die Schaffung dieses Staates unter dem Namen Kroatische Republik Herceg-Bosna voranzutreiben. Pläne wurden entwickelt, um in Übereinstimmung mit dem Friedensplan der amerikanischen und britischen Unterhändler, Cyrus Vance und David Owen Territorien zu annektieren. Ab dem 15. April 1993 eskalierte der seit Mitte 1992 schwelende kroatisch-muslimische Konflikt. Mit der Unterstützung Kroatiens forderte die HVO den Rückzug der bosnischen Regierungstruppen aus jenen Gebieten, welche nach dem Vance-Owen-Plan von den Kroaten kontrolliert werden sollten, und die Unterzeichnung der Vereinbarung. Als Präsident Alija Izetbegović das bis zum 15. April angesetzte Ultimatum ablehnte, begann die HVO die Gebiete schließlich organisiert zu besetzen und führte ethnische Säuberungen durch, wobei es zu zahlreichen Kriegsverbrechen und Plünderungen kam.

### Verlauf des bosnisch-kroatischen Angriffs

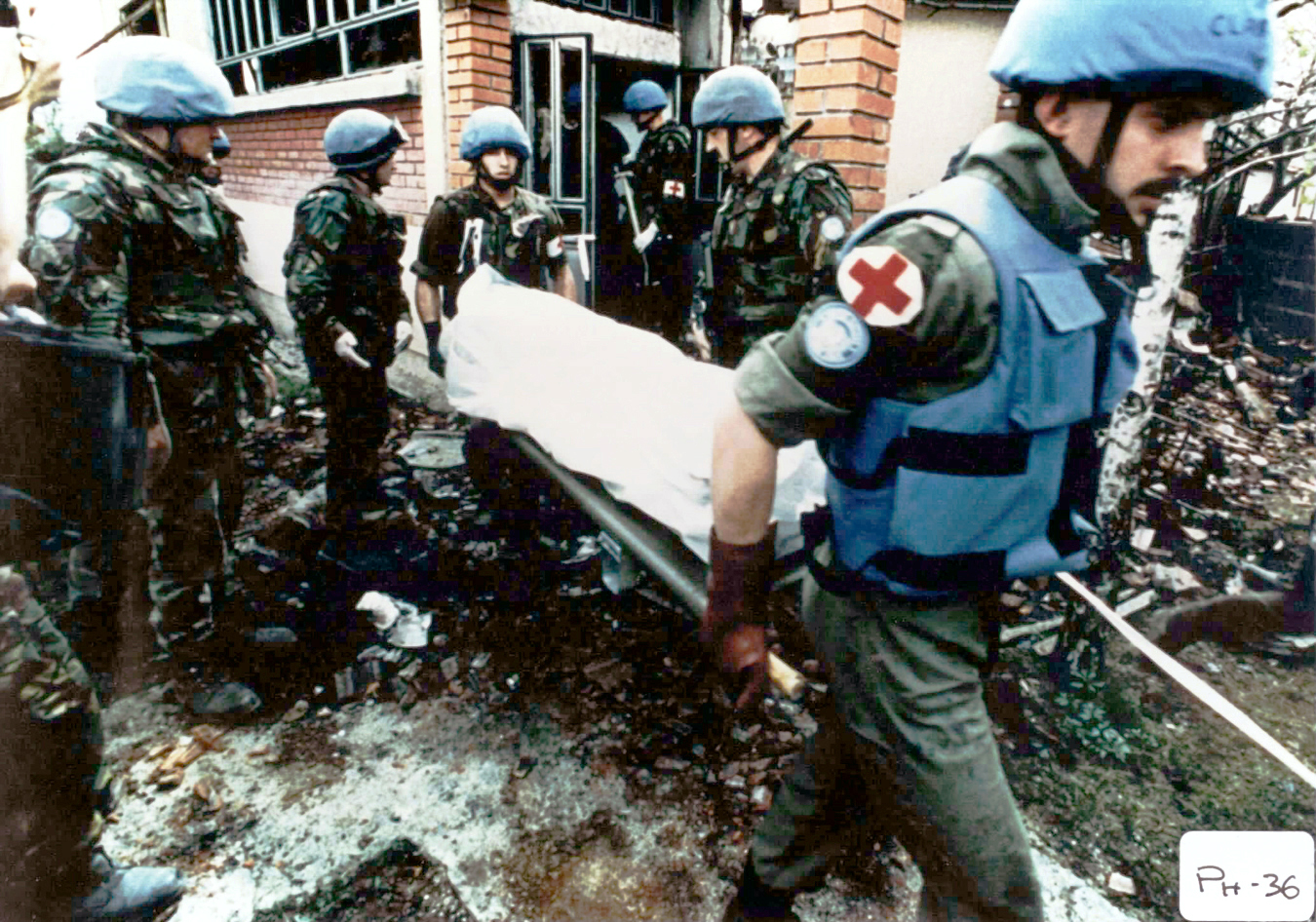
Soldaten der UN-Friedenstruppen beim Transport der Leichen des Massakers

Auf einem Treffen am 15. April 1993 im Restaurant des Hotels Vitez in der nahegelegenen gleichnamigen Stadt beschlossen die bosnisch-kroatischen Militärkommandeure und politischen Führer einen Erstschlag, der die neuen Grenzen Zentralbosniens schaffen sollte. Kroatische Bewohner der betreffenden Dörfer wurden zuvor vom Plan in Kenntnis gesetzt, wobei einige von ihnen an der Vorbereitung bereits beteiligt waren. Gleichzeitig wurden kroatische Frauen und Kinder am Vorabend des Angriffs evakuiert. Ebenfalls wurden die Telefonleitungen gekappt und alle Kommunikationsverbindungen der Gemeinde unter Kontrolle der HVO gebracht. In der Morgendämmerung des nächsten Tages attackierte die HVO schließlich in einer Serie von Blitzangriffen zugleich Vitez und zahlreiche umliegende Dörfer im Lašva-Tal, darunter Ahmići.

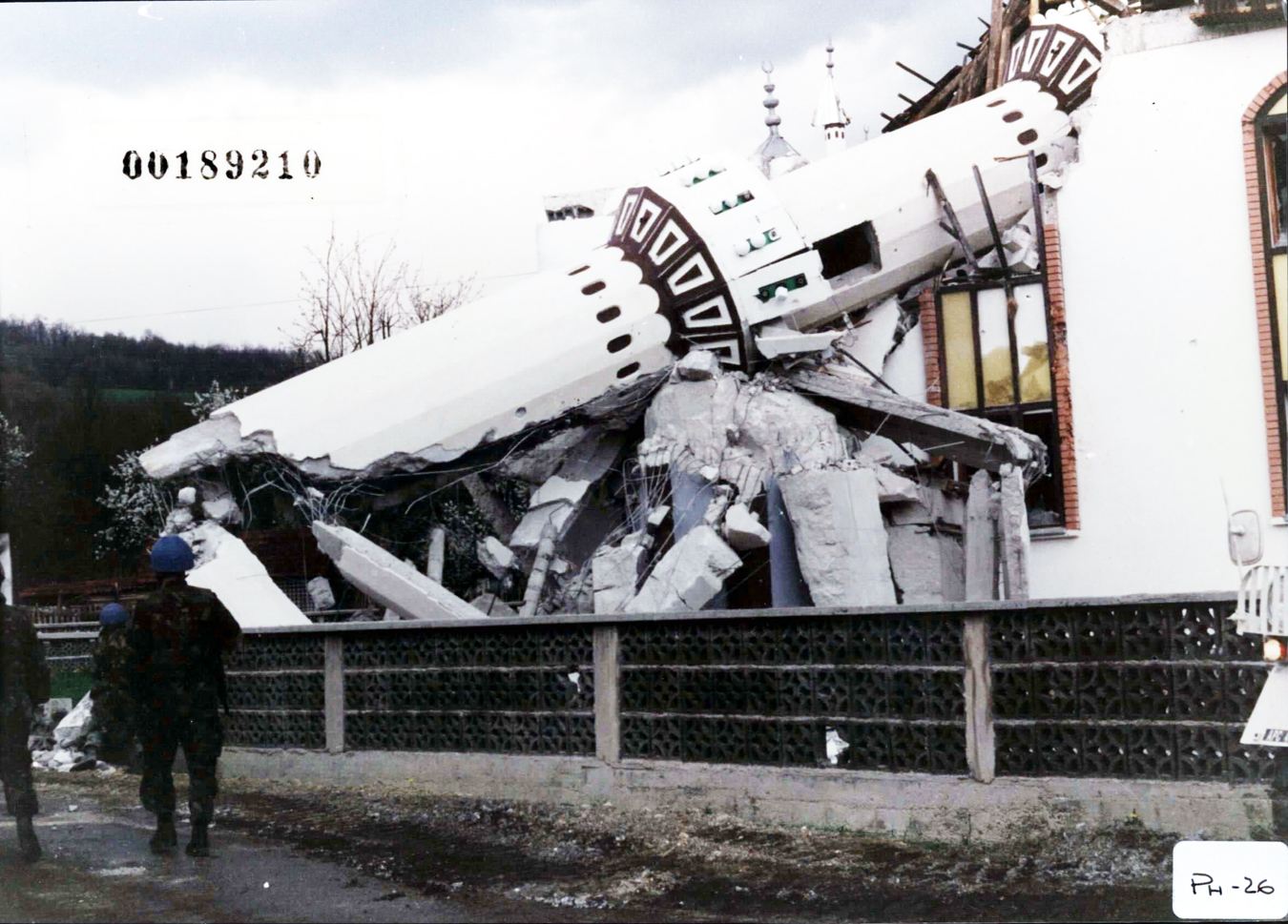
Die zerstörte Moschee von Ahmići. Am Tag des Angriffes hatten sich darin bosniakische Kämpfer verbarrikadiert. Sie wurde von Männern der PPN Jokery (darunter Miroslav Bralo) gesprengt.

Der Angriff auf Ahmići begann von drei Seiten und wurde so durchgeführt, dass die flüchtende muslimische Bevölkerung in Richtung Süden gedrängt wurde, wo Hecken- und Scharfschützen auf sie warteten. In Ahmići und dem Nachbardorf Šantići gingen kroatische Soldaten in kleinen Gruppen von etwa fünf bis zehn Mann von Haus zu Haus, töteten bzw. verwundeten gezielt bosniakische Zivilisten und steckten deren Häuser, Ställe sowie Moscheen in Brand. 169 Häuser und alle Moscheen wurden zerstört. Die Moschee von Ahmići im Unterdorf wurde mit vier Kilogramm Sprengstoff durch Miroslav Bralo gesprengt. Bilder des eingestürzten Minaretts der Moschee gingen als Symbol des bosniakisch-kroatischen Krieges um die Welt. Nach dem Angriff lebten keine Muslime mehr in Ahmići. Zwischen 117 und 120 waren getötet worden, darunter 32 Frauen und 11 Kinder. Die meisten Männer wurden zusammengetrieben und dann aus kürzerster Entfernung erschossen. Etwa 20 Personen, deren Leichen man auf einem Feld fand, wurden durch präzise Schüsse getötet. Militärexperten kamen zum Schluss, dass sie von Scharfschützen erschossen wurden. Weitere Leichen, die so verkohlt waren, dass sie nicht identifiziert werden konnten, fand man in den ausgebrannten Häusern. Spätere Untersuchungen zeigten, dass es auch zum Einsatz von Flammenwerfern kam. Die Körperhaltung mancher Leichen deutete darauf hin, dass sie bei lebendigem Leib verbrannten. Die Überlebenden wurden in kroatischen Gefangenenlagern interniert, so z. B. im Lager Dretelj. Der Rest war geflohen.

### Politische Reaktionen und Folgen

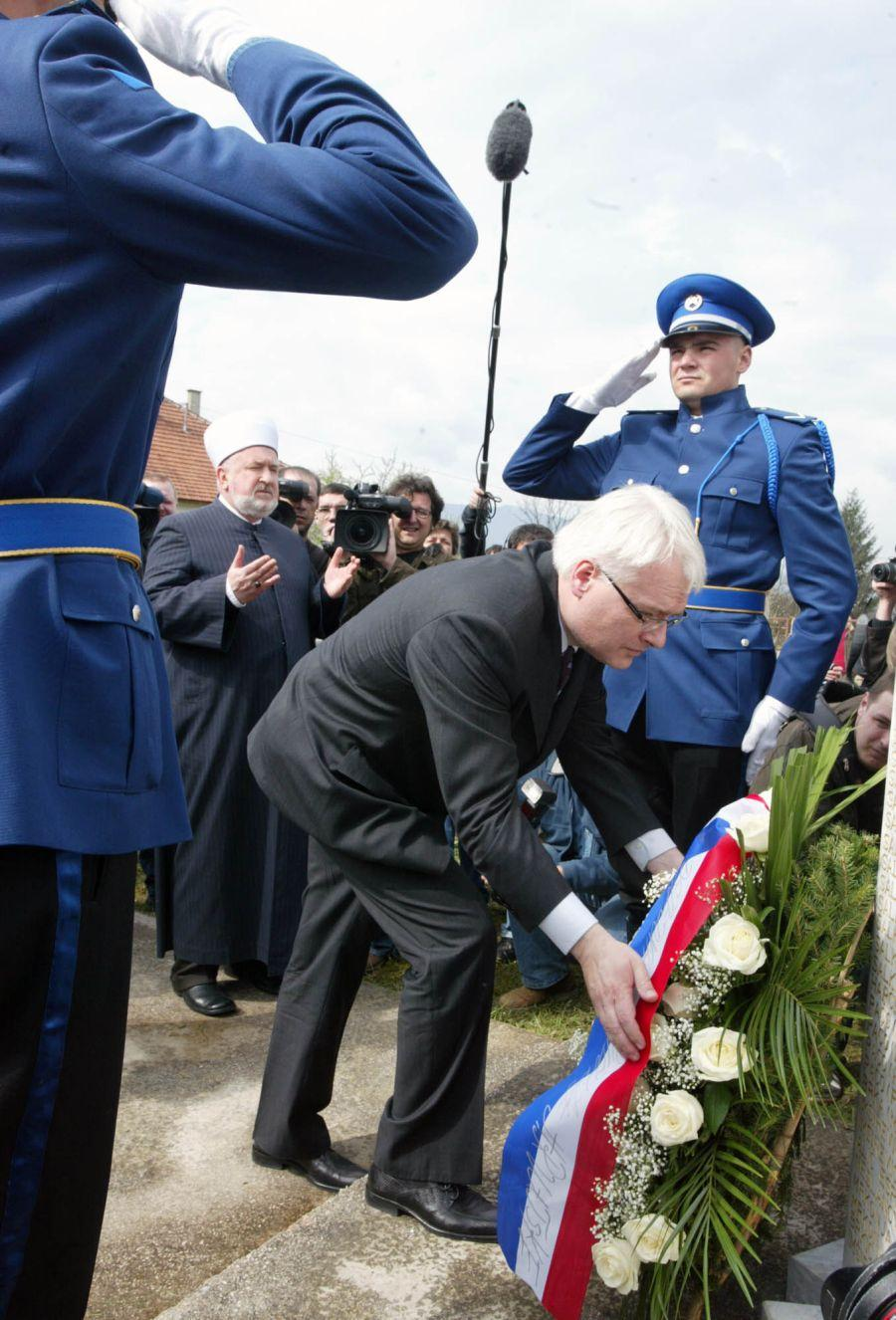
Der kroatische Präsident Ivo Josipović bei seiner Kranzniederlegung anlässlich einer Gedenkveranstaltung an das Massaker am 15. April 2010 in Ahmići. Im Hintergrund der bosnische Großmufti Mustafa Cerić.

Britische Friedensstreitkräfte der Vereinten Nationen, die in Vitez stationiert waren, kamen anschließend nach Ahmići, um eine Untersuchung einzuleiten. Der lokale Kommandeur, Colonel Bob Stewart, nahm ein Fernsehteam mit sich. Dessen Bilder zeigten UN-Truppen, die verbrannte Körper von Erwachsenen und Kindern aus den schwelenden Resten eines Hauses im Dorf zogen. Angesichts der internationalen Aufmerksamkeit, die die Fernsehbilder von Ahmići bekamen, leitete der Internationale Strafgerichtshof für das ehemalige Jugoslawien (ICTY) eine Untersuchung des Massakers ein. 18 Kroaten wurden vom ICTY wegen in Ahmići begangener oder damit zusammenhängender Kriegsverbrechen angeklagt. In fünf Fällen musste die Anklage wegen mangelnder Beweise oder des Todes des Angeklagten fallen gelassen werden; fünf weitere wurden für ihre Verbrechen in Ahmići verurteilt, vier für Verbrechen im Umfeld von Ahmići, und fünf wurden freigesprochen.